# Atari Jaguar
Atari Jaguar é um console de videogame da quinta geração com 64 bits, lançado pela empresa Flare II (Atari Corporation) em 1993, para concorrer com os consoles Mega Drive e Super Nintendo em poder de processamento.
Disputou mercado com o console 3DO e posteriormente com os videogames da 5ª geração. O Jaguar foi lançado inicialmente em algumas cidades selecionadas dos Estados Unidos em novembro de 1993 e, posteriormente no resto do país em 1994. Embora promovido como um dos primeiro consoles de 64 bits, o Jaguar provou ser um fracasso comercial, e levou a Atari a abandonar o mercado de consoles domésticos. Apesar do fracasso, o Jaguar possui muitos fãs e estes produziram muitos jogos Homebrew (não-oficiais), transformando-o em um clássico.

## História
O Jaguar foi o último console lançado pela Atari Corporation. Flare Technology, uma companhia formada por Martin Brennan e John Mathielson, disseram que não poderiam fazer um console superior ao Mega Drive da Sega ou o Super Nintendo, mas fariam um console com preço competitivo. Impressionada pelo seu trabalho na Konix Multisystem, a Atari persuadiu-os a fundir a Flare Technology com a Atari, formando uma nova companhia chamada Flare II. Que inicialmente trabalhou no desenvolvimento de dois consoles. Um deles, com arquitetura de 32 bits (codinome Panther), e o outro um sistema de 64 bits (codinome Jaguar). Posteriormente, com o progresso do sistema Jaguar acima do esperado, a Atari cancelou o Panther, projetando manter o foco no desenvolvimento do Jaguar. Que lançado em novembro de 1993, com o preço inicial de U$249,99, com um acordo de menos de 500 milhões de dólares com a IBM. O sistema inicialmente lançado somente em Nova York e São Francisco Bay. A versão para o resto do país foi lançada posteriormente em 1994.
O Jaguar foi lançado com o slogan "Do The Math" ("faça as contas"), anunciando sua superioridade em relação aos sistemas concorres de 16 e 32 bits. Seu marketing era extremamente agressivo, apontando a superioridade do Jaguar em relação aos sistemas da época. Inicialmente, o Jaguar vendeu bem, superando inclusive o popular 3DO, mas isto durou apenas durante o período de férias de 1993. As desenvolvedoras de jogos contribuíram para o declínio das vendas com poucos jogos lançados e com qualidade baixa. Contribui ainda a história da Atari com seu Atari 2600, que ficou irremediavelmente manchada com seus futuros clientes e desenvolvedores.
O Jaguar mereceu elogios com vários hits, como Tempest 2000, Doom e Wolfenstein 3D. O título de maior sucesso do Jaguar foi sem dúvida Alien vs. Predator. Alien vs. Predator e Tempest 2000 foram frequentemente considerados como títulos definitivos do Jaguar. O restante se reduz a uma pequena biblioteca de jogos para desafiar os video games de 16 bits, que nunca ganharam notoriedade e caíram no esquecimento. Os desenvolvedores também se queixaram do controle do jaguar, que é muito complexo, com 15 botões e pouco prático.
A falta de títulos foi atribuída a dois fatores: os questionáveis longos termos que os desenvolvedores de jogos deveriam assinar ao desenvolver os jogos e a natureza  problemática para desenvolver jogos para o Atari Jaguar. A Atari teve uma oportunidade para convencer os desenvolvedores de jogos, vital para a diversidade da biblioteca de jogos do Jaguar, com uma sólida performance de varejo, mas não aproveitou a oportunidade e após as férias que marcaram o lançamento do Jaguar, as baixas vendas questionaram a viabilidade do negócio da Atari. Como as vendas do 3DO (que custava em torno de três vezes o preço do Jaguar) foram bem sucedidas, a Atari falhou em atrair desenvolvedores que já estavam desenvolvendo em outras plataformas. Além do mais, o hardware do Jaguar foi prejudicado por uma falha no controlador de memória da CPU, que impedia a execução de determinados códigos pela memória RAM. Menos grave, mas também importante, defeitos na UART. A falha no controlador poderia ter sido atenuada por um código de desenvolvimento maduro, para desafogar os programadores de ter de detalhar cada pedaço de código. As ferramentas de desenvolvimento para o Jaguar saíram muito mais tarde que os programadores imaginaram, e a documentação era incompleta. Ainda por cima, o código de desenvolvimento oferecido era o tedioso assembly.
No final de 1995, o destino do Jaguar estava selado. As vendas da Atari caíram pela metade, de 38,7 milhões de dólares em 1994 para 14,6 milhões de dólares em 1995. Em uma certa manhã de 1995, a Atari Corp. lançou um anúncio comercial com entusiasmo enaltecendo o poderoso sistema de jogo. O comercial foi exibido a maior parte do ano, mas não exatamente para vender o estoque dos sistemas Jaguar. No arquivo 10-K405 SEC Filing, de 12 de abril de 1996, a Atari informou seus acionistas da verdadeira natureza do negócio:
 Desde o lançamento do Jaguar em 1993 até o final de 1995, a Atari vendeu aproximadamente 125 mil unidades do Jaguar. Em 31 de dezembro de 1995, Atari tinha aproximadamente 100 mil unidades do Jaguar em estoque.
Em uma entrevista Sam Tramiel, CEO da Atari Corp. e filho de Jack Tramiel, declarou que o Jaguar era mais poderoso que o Sega Saturn e ligeiramente mais fraco que o Playstation. Ele também disse que o Playstation para entrar no mercado americano, deveria ser vendido a 500 dólares, e se fosse vendido a 300 dólares, seria uma tática ilegal de mercado que a Atari iria contestar em tribunal. Quando o Sony Playstation foi lançado no mercado americano seu preço era de 299 dólares. Tramiel concedeu uma entrevista, que foi selecionada como número 3 na GameSpy Top 25: Momentos mais estúpidos dos Games.
A produção do Jaguar foi encerrada depois que a Atari Corp. foi fundida com a JT Storage em um processo judicial. Em um último esforço para ressuscitar o Jaguar, Atari Corporation  tentou atacar a concorrência, proclamando o Jaguar como único sistema de 64 bits. Essa afirmação é questionada por alguns pessoas, devido a sua  CPU (Motorola 68000) e sua GPU executarem instruções de 32 bits, mas o controle de sinais do gráfico dos coprocessadores (acelerador gráfico) ser de 64 bits. A posição da Atari Corp. era que a simples presença de uma arquitetura de 64 bits para gráficos era suficiente para validar a afirmação. As especificações do hardware do Jaguar aludem ao GPU ou DSP sendo capaz de agir como uma CPU, deixando o Motorola 68000 para servir apenas como controlador. Na prática, todavia, alguns desenvolvedores usaram o Motorola 68000 como drive lógico de jogo.
Apesar da curta vida do console, alguns acessórios foram anunciados. Mas, apenas o ProController, o drive Atari Jaguar CD e o JagLink (um dispositivo que permite ligar dois consoles Jaguar em uma rede simples) foram lançados. Um modem e um dispositivo de realidade virtual (com infravermelhos), existiram em protótipo, mas nunca foram comercializados.
Após as propriedades da Atari Corporation haverem sido adquiridas pela Hasbro Interactive no final dos anos 1990, a Hasbro liberou os direitos do Jaguar, declarando o console uma plataforma aberta para os desenvolvedores Homebrew. Alguns desenvolvedores, incluindo Telegames e Songbird Production, não lançaram somente o material não finalizado do Atari Jaguar, mas também vários jogos títulos novos para o sistema. O mais recente lançamento foi o jogo estilo arcade "Mad Bodies" da Force design em 2 de maio de 2009.

## Marketing

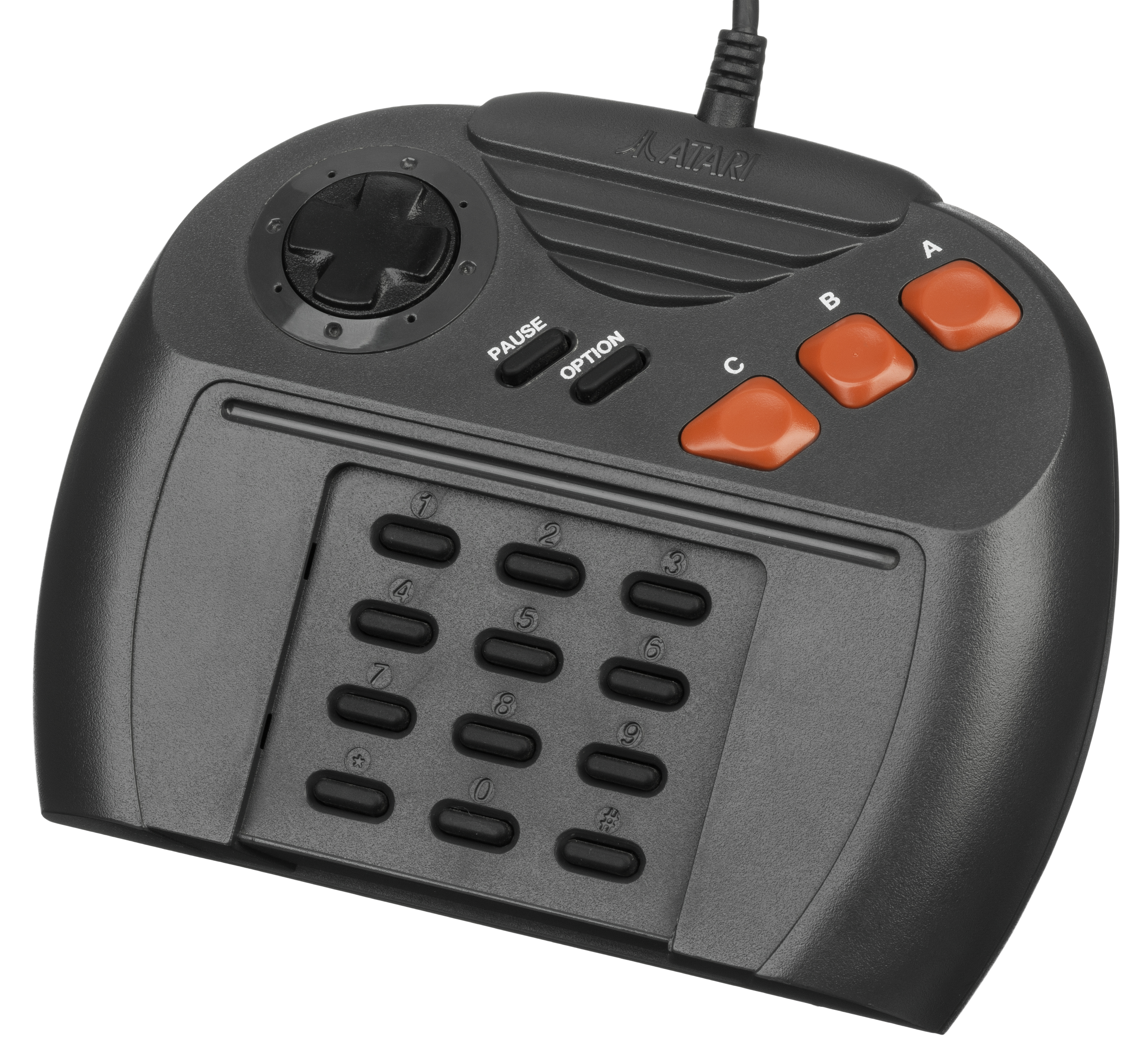
Controle do Jaguar foi criticado pelo seu formato.

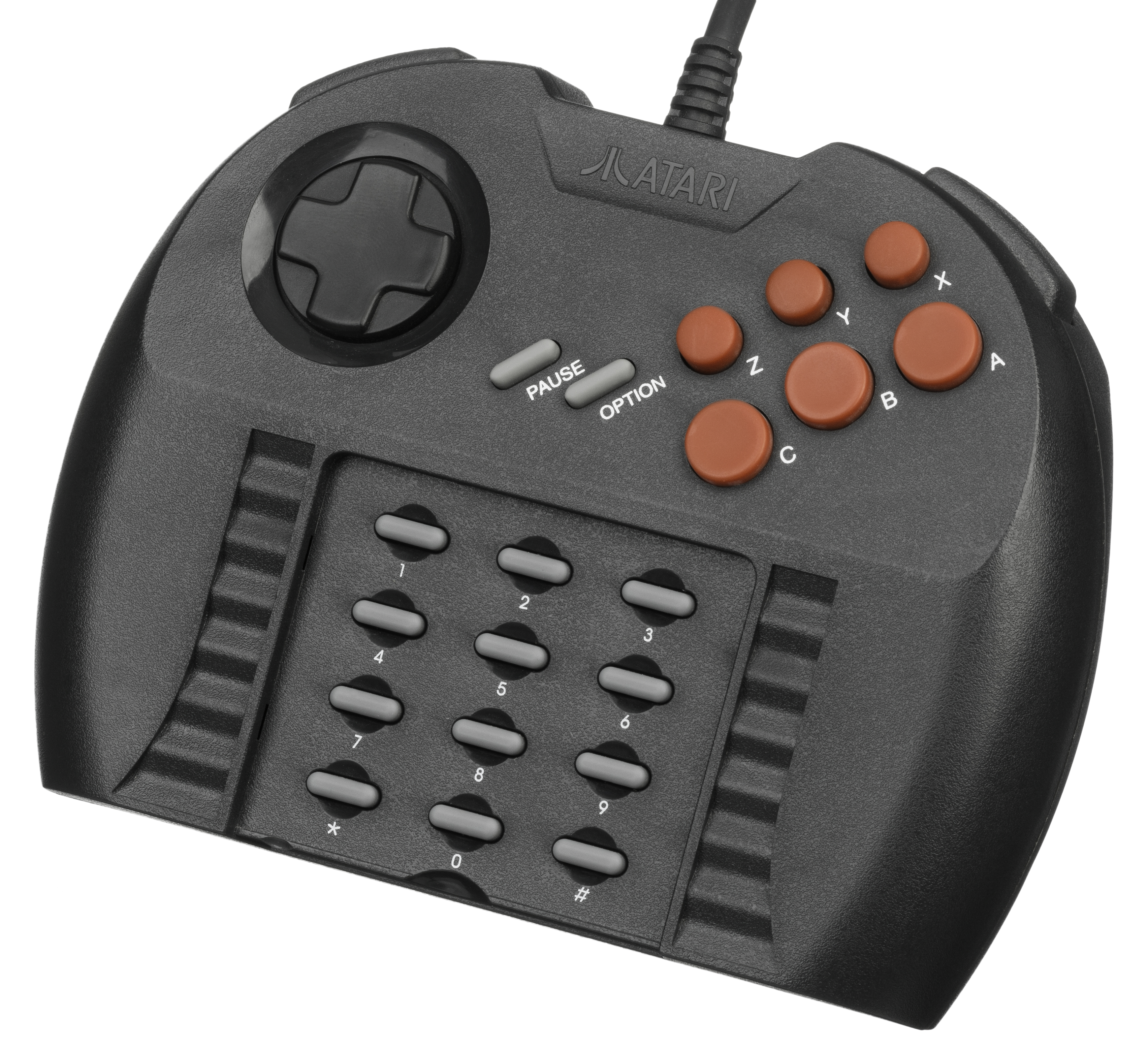
O Pro Controller, segunda versão do controle

O Atari Jaguar foi comercializado com uma estratégia de marketing agressiva. Seu slogan era "Do The Math" (Faça as contas) e os comerciais de televisão atacavam abertamente os seus concorrentes, enaltecendo o Jaguar como único sistema de 64 bits disponível no mercado, sendo supostamente muito superior aos existentes 16 e 32 bits como Mega Drive e 3DO. Em um comercial de televisão do Jaguar, uma professora ensina os alunos sobre video games e destaca:

 " Sega Genesis is 16 bits…" (Mega Drive é um console 16 bits...)

" 3DO is 32 bits…" (3DO é um console 32 bits...)
" Jaguar is 64 bits!" (Jaguar é um console 64 bits!)

Outros comerciais mostravam os poucos jogos de Jaguar, mas sempre destacando sua suposta superioridade e o fato do Jaguar ser o único console disponível na época de 64 bits. Houve ainda um anúncio comercial do Jaguar CD, mas foi pouco exibido devido à curta vida do console.

## Jaguar CD

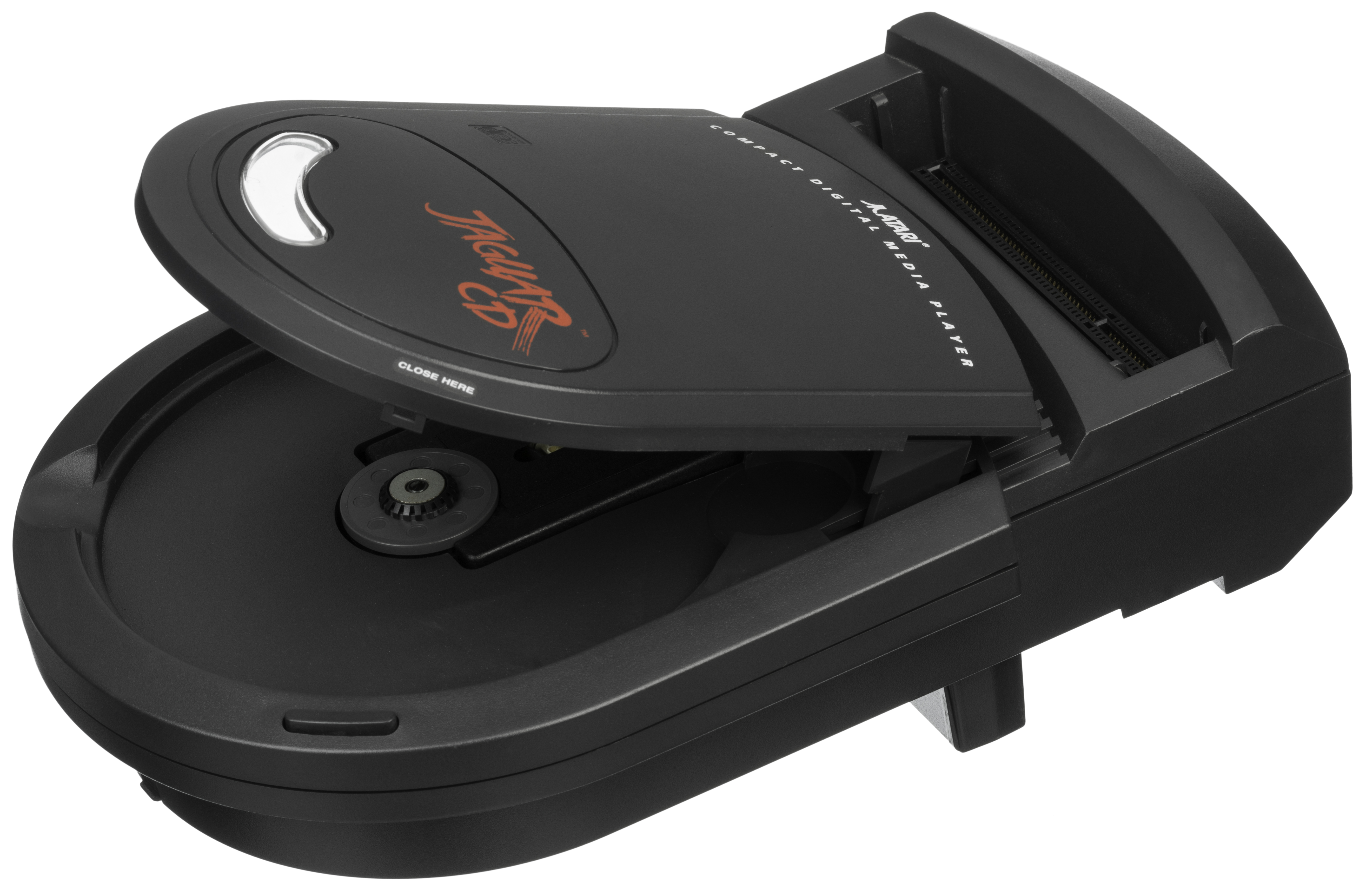
O periférico Atari Jaguar CD.

Jaguar CD foi o periférico que permitia ao Atari Jaguar utilizar CD-ROM como mídia de armazenamento de jogos.
Seu lançamento foi muito adiado, mas a Atari compriu sua promessa de uma unidade de CD-ROM para o Jaguar. A unidade foi lançada na metade de 1995 por $149,95. O dispositivo é conectado no Slot de Cartucho, na parte superior do Jaguar, e tinha um tunel de encaixa, evitando desconectar acidentalmente o aparelho. O desenho do Jaguar CD foi algumas vezes comparado ao de um "vaso sanitário". O Jaguar CD também tinha um Slot para conectar os cartuchos do Jaguar, sem que fosse necessário remover a unidade de CD-ROM. Ele possuía uma Memory Track (unidade de memória) separada, para salvar o andamento dos jogos e os escores.
O periférico acrescentava uma tela de abertura diferenciada à do Atari Jaguar, devido ao VLM (Virtual Light Machine) que também apresentava um show de luzes quando um CD de áudio era tocado no Jaguar CD. Estipula-se que menos de 20 mil Jaguar CD foram vendidos, tornando-o hoje um raríssimo item de colecionador.

## Arcade games
A Atari Games licenciou o chipset do Jaguar para ser usado em jogos para Arcade. Esse sistema chamado COJAG (de "Coin-Op Jaguar"), substituiu o Motorola 68000 com um Motorola 68020 ou MIPS R3000 CPU (dependendo da versão da placa), e adicionou Disco rígido e memória RAM. Ele teve muitos jogos de tiro de pistola como Area 51 e Maximum Force. Outros jogos como 3 On 3 Basketball; Fishin' Frenzy; Freeze e Vicious Circle foram desenvolvidos mas nunca lançados.

## Jogos

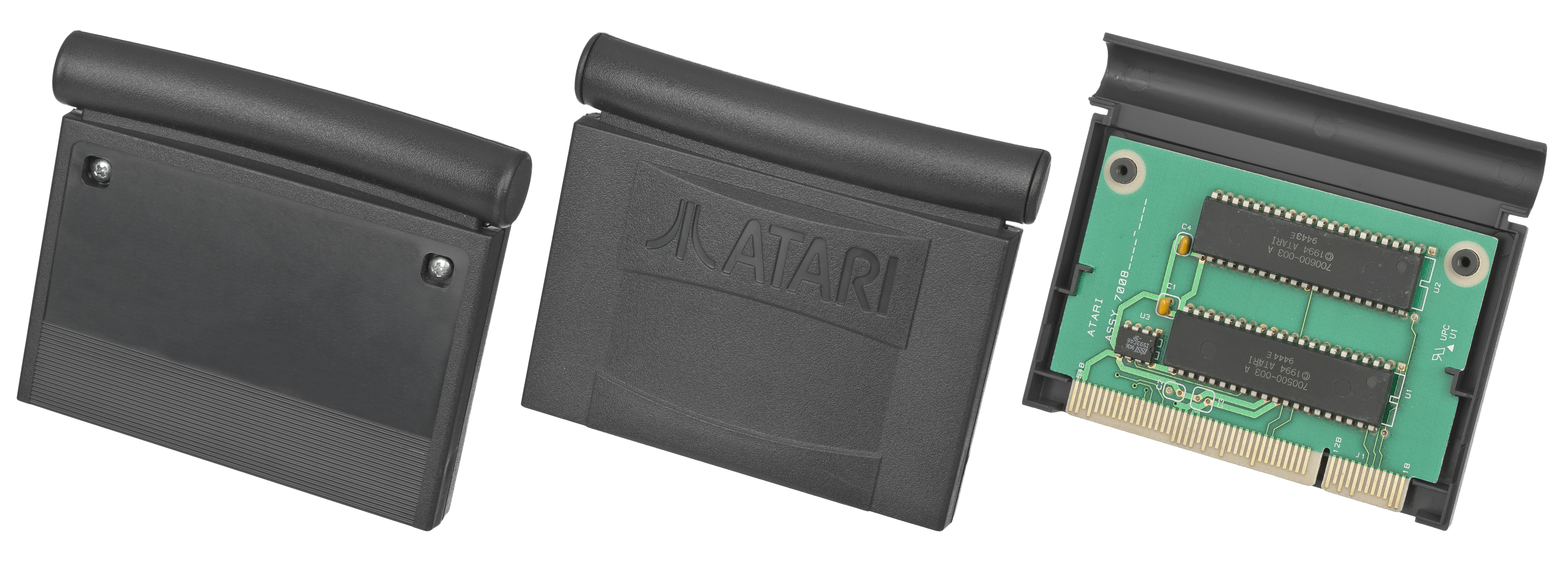
Cartucho do Atari Jaguar

Apesar de ter apenas pouco mais de 115 jogos lançados, os jogos de Jaguar são em sua maioria de pouca qualidade. Apesar disso, o Jaguar ainda assim recebeu jogos memoráveis onde destacam-se:
- Alien vs. Predator: O grande jogo do Jaguar. Um jogo de tiro em 1ª pessoa onde é possível controlar um Alien, Predator ou um Marine (humano). Cada um dos três personagens possui um modo de jogo totalmente diferente, com armas, fases e inimigos próprios. Acompanhava o jogo três labels para serem usados no controle do Jaguar, demonstrando os movimentos de cada personagem. A jogabilidade do jogo é excelente, bem como o gráfico e o som. Transmite uma atmosfera horrorizante ao jogador e adentra a realidade de cada um dos três personagens.
- Doom: Conversão do aclamado jogo de tiro em 1ª pessoa da ID Software. Esta conversão não extraiu todo potencial do Jaguar, mas ficou boa. Um jogo clássico que se destacou como um dos melhores do Jaguar. Corresponde ao Doom lançado para PC em 1993.
- Wolfenstein 3D: Outra conversão de um clássico da ID Software. Esta conversão ficou muito boa, idêntica a versão de 3DO, com armas e inimigos novos em relação à clássica versão de PC. Possui bateria no cartucho para salvar o andamento do jogo. O jogo é dividido em seis episódios longos com mais de 30 fases ao total.
- Tempest 2000: Um jogo de naves com gráfico em 3D muito interessante por sua jogabilidade. Possui longas fases onde o jogador move a nave em um vetor na tela e por este surgem inimigos e itens. Sua trilha sonora é excelente e destaca o universo futurista do jogo. Considerado um dos melhores jogos de Atari Jaguar.
- Cybermorph: Jogo de nave onde o jogador explora livremente um mundo totalmente 3D . O jogo acompanhou a maioria dos Jaguar vendidos. Apesar do bom gráfico e da liberdade de movimentos foi considerado um jogo lento e sem emoção. Também é extremamente difícil de ser jogado, causando uma certa decepção em jogadores pouco persistentes.
- Rayman: Foi criado em 1992 como um jogo 2D de plataforma pela Ubisoft. O jogo se passa em um universo com natureza e fantasia abstrata. Os ambientes são coloridos e bem construídos, com grandes fases repletas de desafios. O jogo possui um excelente gráfico e som, um dos melhores do Jaguar.
- Atari Karts: Uma cópia de Mario Kart desenvolvida pela Miracle Designs e distribuída pela Atari. Seguia claramente o estilo de Mario Kart, mas com personagens da Atari. Foi muito criticada a ausência de power-ups e armas como em Mario Kart, tornando o jogo entediante, já que a única maneira de atacar o adversário era usando um item que invertia os botões no controle do outro jogador, um tanto inútil contra os adversários controlados pelo computador. Possui gráfico e som muito bons, um dos melhores da biblioteca do Jaguar. Apesar das criticas na época de seu lançamento, Atari Karts é um item raro entre colecionadores.
- Myst (Jaguar CD): Originalmente desenvolvido para computadores Macintosh, recebeu uma conversão para Atari Jaguar CD. Foi considerado um jogo inovador na época, por seu desafio inteligente e os gráficos atraentes, numa época em que os recursos eram limitados. Esta conversão para Jaguar CD ficou muito fiel, e o recurso do CD tornou possível manter a fidelidade da versão PC, com boas músicas e gráficos detalhados.

## Especificações técnicas
Extraído do manual do Atari Jaguar:

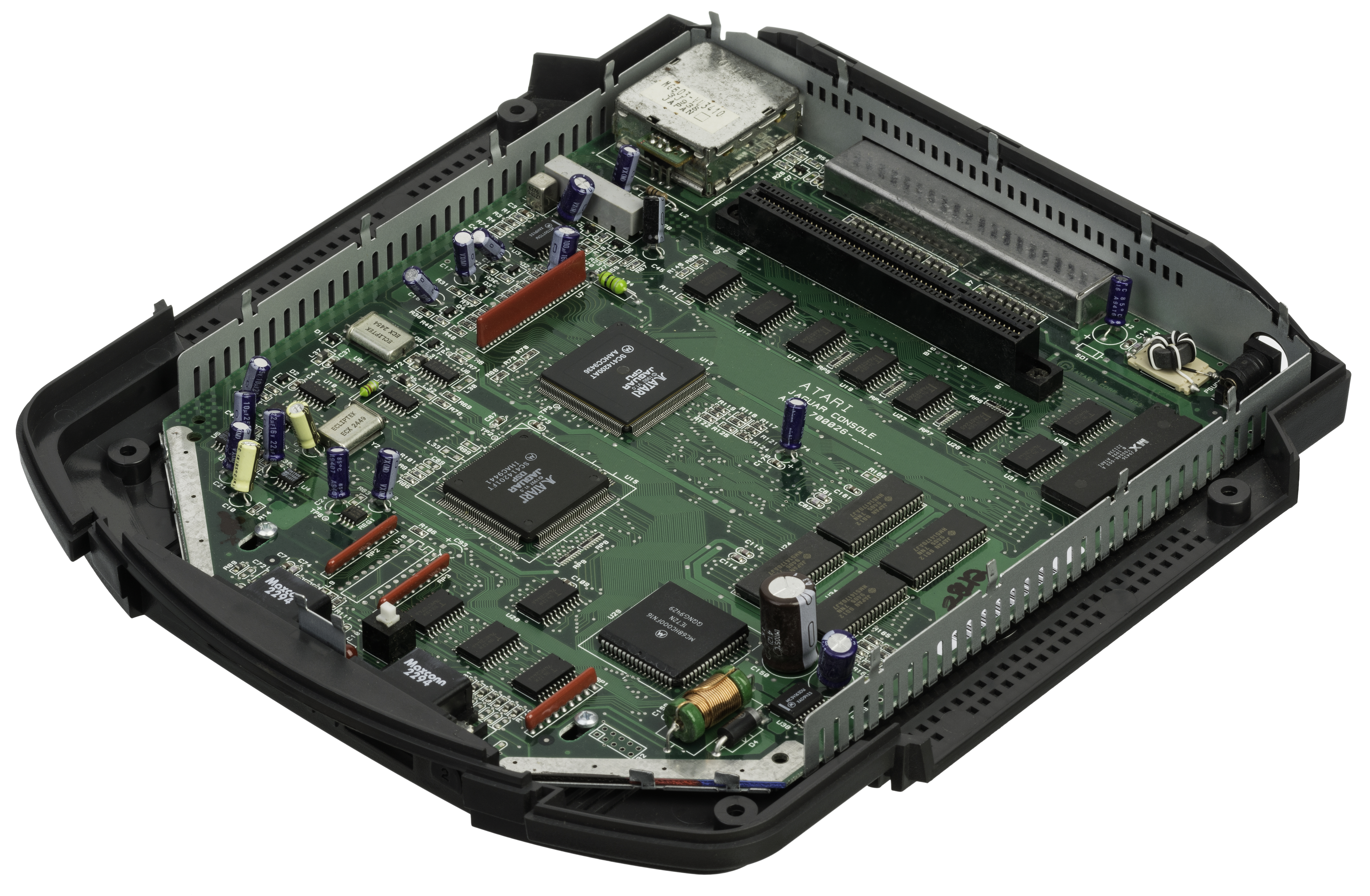
Placa-mãe do Jaguar

"Jaguar é um chip set primário personalizado com intenção de ser uma máquina de jogos e lazer de alta performance. Ele também pode ser usado como um acelerador gráfico em aplicações mais complexas, e ampliado para uma estação de trabalho. O processamento principal da CPU, é composto de quatro unidades de processanto. Eles são: Processador de Objetos, Processador Gráfico, Blitter e o Processador Digital de Som. O Jaguar proporciona esse bloco com um caminho de dados de 64 bits para os dispositivos de memória, e capaz de uma alta capacidade de transferência de dados em memória RAM dinâmica externa.

### Processadores
- "Tom" Chip, 26.59 MHz
  - GPU – 32-bit arquitetura RISC, 4 KB de cache interno, promove um grande universo gráfico
  - Processador de objetos – arquitetura de 64-bit RISC; programável; pode se comportar como uma variedade de processadores gráficos
  - Processador auxiliar – arquitetura de 64-bit RISC; operações lógicas de alta velocidade, Z-buffer e Gouraud shading, com registradores internos de 64-bit .
  - DRAM controlador, 32-bit de gerenciamento de memória.
- "Jerry" Chip, 26.59 MHz
  - Processador de Sinal Digital  – arquitetura de 32-bit RISC, 8 KB de cache interno;
    - Mesmo RISC núcleo do GPU, mas não limitado à produção gráfica.

  - Qualidade de som de CD (16-bit stereo)
    - Número de nove canais limitado por software.
    - Dois DACs (stereo) convertem os sinais digitais para sinais analógicos.
    - Todas capacidades do Som Stereo.

  - Sample-based synthesis FM synthesis, FM Sample synthesis, e AM synthesis.
  - Relógio de controle de blocos, incorpota timers, e UART.
  - Controle de Joypad.
- Motorola Motorola 68000 "usado como controlador."[12]
  - Propósito principal 16/32-bit processador de controle, 13.295 MHz

### Outras especificações técnicas
- RAM: 2 MB em um bus de 64-bit usando 4 RAM de 16-bit.
- Armazenamentoe: Cartucho – de até 6 MB.
- Suporte à entrada/saída do ComLynx

### Memory Track
Lançado em 1995, o Memory Track é um cartucho de 128K de EEPROM, que permite salvar o andamento e opções salvas dos jogos do Atari Jaguar CD.